# جعدة المغارة
جعدة المغارة قرية سوريّة تتبع إداريّاً لمحافظة حلب منطقة عين العرب ناحية صرين، بلغ تعداد سكانها 1,562 نسمة حسب التعداد السكاني لعام 2004.